# Phyllagathis asarifolia
Phyllagathis asarifolia är en tvåhjärtbladig växtart som beskrevs av Chieh Chen. Phyllagathis asarifolia ingår i släktet Phyllagathis och familjen Melastomataceae. Inga underarter finns listade i Catalogue of Life.